# Adolf (Nassau-Schaumburg)

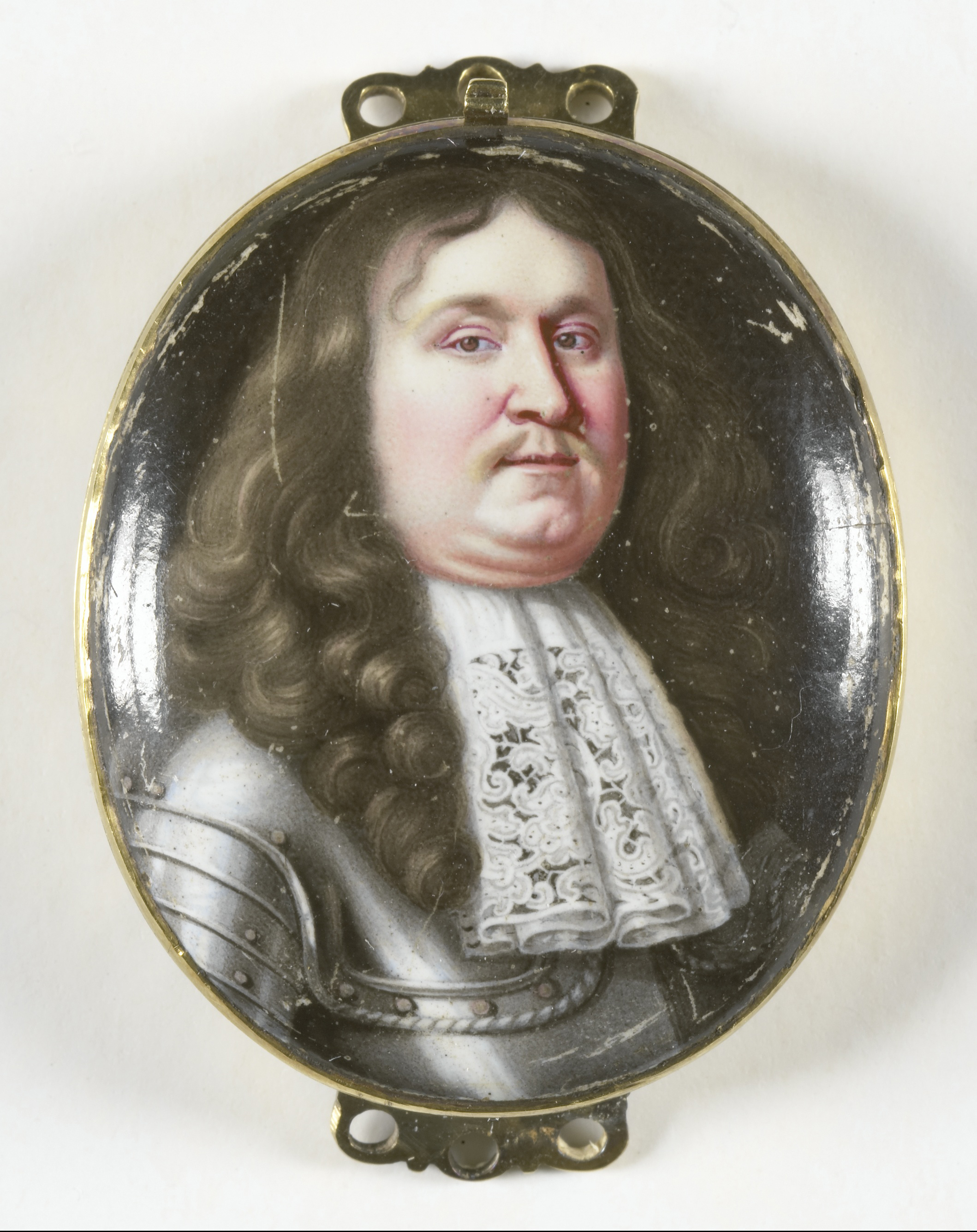
Peter Boy: Miniatur des Adolf Graf von Nassau-Dillenburg-Schaumburg im Reichsmuseum Amsterdam

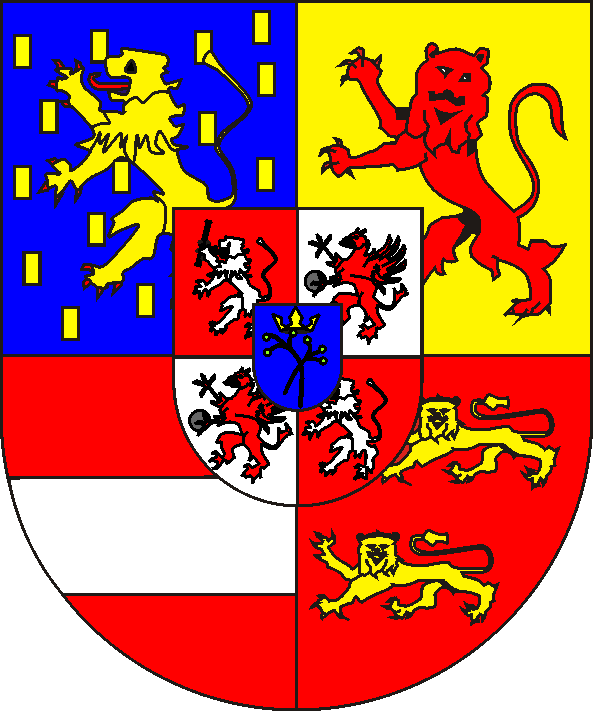
Wappen von Nassau-Schaumburg

Adolf von Nassau-Schaumburg (auch: Nassau-Dillenburg, * 23. Januar 1629; † 19. Dezember 1676) war der Begründer der kurzlebigen Line Nassau-Schaumburg.
Er war der Sohn von Ludwig Heinrich (* 1594; † 1662), Graf, ab 1654 Fürst von Nassau-Dillenburg, und dessen erster Frau Katharina von Sayn-Wittgenstein (* 1588; † 1651).
Als nachgeborener Sohn erhielt er aus dem väterlichen Erbe lediglich das Amt Driedorf.
Durch seine Heirat 1653 mit Charlotte von Holzapfel (* 1640; † 1707) der Tochter des Generals Peter Melander von Holzappel, erlangte er aus deren Erbrecht die Belehnung mit der Grafschaft Holzappel und der Herrlichkeit Schaumburg, nach der er sich fortan Graf von Nassau-Schaumburg nannte und die gleichnamige Linie seines Geschlechtes begründete. Als seinem Vater 1654 der erbliche Fürstentitel verliehen wurde, nahm auch Adolf den Titel eines Fürsten von Nassau-Schaumburg an. Da alle seine Söhne vor ihm starben, erlosch die Linie Nassau-Schaumburg bei seinem Tod 1676. Holzappel und Schaumburg fielen nach seinem Tod an Lebrecht von Anhalt-Bernburg-Hoym, den Gatten seiner jüngsten Tochter, der die Linie Anhalt-Bernburg-Schaumburg-Hoym begründete.
Das Paar hatte folgende Kinder:
- Catharina (* 1659)
- Agnes (* 1660)
- Wilhelm Ludwig (* 1661)
- Ernestina Charlotte (* 1662; † 1732), ⚭ I) 1678  Wilhelm Moritz von Nassau-Siegen (* 1649; † 1691), ⚭ II) Friedrich Philipp von Geuder genannt von Rabensteiner († 13. Mai 1727), Rat und Hofmeister zu Bernburg
- Johanna Elisabeth (* 1663; † 9. Februar 1700), ⚭ 1692 Friedrich Adolf von Lippe-Detmold
- Louise Henriette (*/† 1665)
- Karl Heinrich (* 1670)
- Charlotte (* 1673; † 1700), ⚭ 1692 Lebrecht von Anhalt-Bernburg-Hoym